# 欢喜乡
欢喜乡，是中华人民共和国吉林省吉林市船营区下辖的一个乡镇级行政单位。

## 行政区划
欢喜乡下辖以下地区：
欢喜村、新山村、吉兴村、新兴村、下洼子村、新林村、铜匠村、远大村和虎牛村。